# Así es Madrid
Así es Madrid es una película española de género dramático estrenada el 21 de septiembre de 1953, dirigida por Luis Marquina y protagonizada en los papeles principales por Susana Canales, José Suárez, Manolo Morán y José Isbert.
El film es una adaptación al cine de "La hora mala", una obra teatral del dramaturgo alicantino Carlos Arniches.

## Sinopsis
Ambientada en una antigua corrala madrileña, Así es Madrid cuenta la historia del triángulo amoroso entre Antonio y las hermanas Eulalia y Luisa. Antonio es nuevo en el edificio y nadie confía en él. Pese a la situación, decide enamorar a Eulalia -una joven sencilla y tímida que ayuda en casa-; sin embargo, él esta realmente interesado en Luisa, la hermana mayor que desea convertirse en actriz.

## Reparto
- Susana Canales como Eulalia.
- José Suárez como Antonio.
- Manolo Morán como Julián.
- Julia Caba Alba como Carmen.
- José Isbert como Dimas.
- Lina Canalejas como Luisa.
- Rafael Arcos como Mariano.
- Irene Caba Alba como Sabina.
- Gaspar Campos como	Sr. Illescas
- Milagros Leal como	Regina.
- Ricardo Canales como Damián.
- Antonio Riquelme como Peluquero.
- José Orjas como Ramón.
- Amparo Soler Leal como Patitas.
- Juan Antonio Riquelme como Sindulfo.
- Aurora de Alba como Alumna del taller.
- Francisco Bernal como Portero.
- Emilio Santiago como Baldomero.
- Julia Pachelo como	Mujer de Baldomero.
- Arturo Marín como Policía.
- María Francés como	Vecina.
- Manuel Guitián como Tipo en la taberna.
- Josefina Serratosa como Portera.
- Fernando Nogueras como Paco.
- Rafael Cortés como Hombre en fiesta.
- Antonio Molino Rojo como Bailarín.